# Because It's the First Time
Because It's The First Time (Hangul: 처음이라서; RR: Cheo-eumiraseo) es una serie surcoreana escrita por Jung Hyun-jung y dirigida por Lee Jung-hyo. Es protagonizada por Choi Minho, Park So-dam, Kim Min-jae, Jung Yoo-jin, Lee Yi-kyung y Cho Hye-jung. Es la primera producida por OnStyle. La serie se desarrolla alrededor seis jóvenes quiénes se reúnen en la azotea de la casa de Tae-oh como su guarida, cada uno con su propia historia.

## Elenco

### Principal
- Choi Minho como Yoon Tae-oh.[4]
- Park So-dam como Han Song-yi.
- Kim Min-jae como Seo Ji-un.
- Jung Yoo-jin como Ryoo Se-hyun.
- Lee Yi-kyung como Choi Hoon.
- Cho Hye-jung como Oh Ga-rin.

### Reparto
- Ahn Nae-sang como padre de Yoon Tae-oh.
- Jung Man-sik como padre de Seo Ji-un.
- An Woo-yeon
- Lee Doo-suk
- Lee Se-wook
- Jang Hae-song

### Cameo
- Im Yoon-ah (episodio 1)[5]
- Hong Seok-cheon (episodio 1)
- Lee Seung-yeon (episodio 1)
- Yang Hee-kyung (episodio 1)
- Jung Kyung-ho (episodio 2)
- Yoon Hyun-min (episodio 2)

## Premios y nominaciones
| Año  | Premio                         | Categoría          | nominado    | Resultado |
| ---- | ------------------------------ | ------------------ | ----------- | --------- |
| 2016 | 52.º Paeksang Premios de Artes | mejor actriz nueva | Park So-dam | Nominada  |